# Piragineti
Piragineti è una frazione di 1 368 abitanti del comune di Corigliano-Rossano (CS), posizionata in una valle tra i centri abitati di Corigliano Calabro e Rossano.
In dialetto viene chiamata "Prainett’". La parola Piragineti deriva da una piantagione molto diffusa nell'entroterra rossanese, con una maggiore diffusione in questa frazione, piantagione con frutti selvaggi il cui nome pare che nel dialetto locale sia "u praijn".
Il frutto in questione è di una pianta di pero selvatico. I frutti sono piccoli e dolciastri e sono commestibili. Quando sono maturi questi frutti assumono un colore giallo rossiccio. I rami di questa pianta sono molto spinosi. È da considerare il fatto che questa pianta cresce su tutto il territorio collinare 
Rossanese, e quindi anche nelle vicine frazioni, dal Petraro a Pantano Martucci. Questa valle, ricca di vegetazione e coltivazioni, è un esempio della biodiversità calabrese, che si estende dalle frazioni limitrofe come Petraro fino a Pantano Martucci.